# Catephia diphteroides
Catephia diphteroides là một loài bướm đêm trong họ Erebidae.